# David Prinosil
David Prinosil (Olomouc, Txecoslovàquia, 9 de març de 1973) és un extennista professional alemany.
En el seu palmarès destaca la medalla de bronze olímpic de dobles masculins en els Jocs Olímpics d'Atlanta de 1996 junt a Marc-Kevin Goellner. També va arribar a disputar una final de Grand Slam, el Roland Garros de 1993, també amb Goellner. Va formar part de l'equip alemanya de Copa Davis i va aconseguir el títol en l'edició de 1993.

## Torneigs de Grand Slam

### Dobles masculins: 1 (0−1)
| Resultat  | Núm. | Any  | Torneig       | Parella             | Oponents                  | Marcador      |
| --------- | ---- | ---- | ------------- | ------------------- | ------------------------- | ------------- |
| Finalista | 1.   | 1993 | Roland Garros | Marc-Kevin Goellner | Luke Jensen Murphy Jensen | 4−6, 7−6, 4−6 |

## Jocs Olímpics

### Dobles masculins
| Any  | Campionat                            | Parella             | Oponents                    | Resultat |
| ---- | ------------------------------------ | ------------------- | --------------------------- | -------- |
| 1996 | Jocs Olímpics, Atlanta, Estats Units | Marc-Kevin Goellner | Jacco Eltingh Paul Haarhuis | 6−2, 7−5 |

## Palmarès

### Individual: 6 (3−3)
| Llegenda (pre/post 2009)                                 |
| -------------------------------------------------------- |
| Grand Slams (0−0)                                        |
| Tennis Masters Cup / ATP Finals (0−0)                    |
| ATP Masters Series / ATP World Tour Masters 1000 (0−0)   |
| ATP International Series Gold / ATP World Tour 500 (0−0) |
| ATP International Series / ATP World Tour 250 (3−3)      |

| Títols per superfície |
| --------------------- |
| Dura (0−0)            |
| Gespa (2−0)           |
| Terra batuda (0−0)    |
| Moqueta (1−3)         |

| Resultat  | Núm. | Data                   | Torneig                  | Superfície  | Oponent             | Marcador         |
| --------- | ---- | ---------------------- | ------------------------ | ----------- | ------------------- | ---------------- |
| Guanyador | 1.   | 10 de juliol de 1995   | Newport, Estats Units    | Gespa       | David Wheaton       | 7−6(3), 5−7, 6−2 |
| Guanyador | 2.   | 14 d'octubre de 1996   | Ostrava, República Txeca | Moqueta (i) | Petr Korda          | 6−1, 6−2         |
| Finalista | 1.   | 9 de març de 1998      | Copenhaguen, Dinamarca   | Moqueta (i) | Magnus Gustafsson   | 6−3, 1−6, 1−6    |
| Finalista | 2.   | 8 de febrer de 1999    | Sant Petersburg, Rússia  | Moqueta (i) | Marc Rosset         | 3−6, 4−6         |
| Guanyador | 3.   | 12 de juny de 2000     | Halle, Alemanya          | Gespa       | Richard Krajicek    | 6−3, 6−2         |
| Finalista | 3.   | 23 de novembre de 2000 | Moscou, Rússia           | Moqueta (i) | Ievgueni Kàfelnikov | 2−6, 5−7         |

### Dobles: 21 (10−11)
| Llegenda (pre/post 2009)                                 |
| -------------------------------------------------------- |
| Grand Slams (0−2)                                        |
| Tennis Masters Cup / ATP Finals (0−0)                    |
| ATP Masters Series / ATP World Tour Masters 1000 (0−1)   |
| ATP International Series Gold / ATP World Tour 500 (2−1) |
| ATP International Series / ATP World Tour 250 (8−7)      |

| Títols per superfície |
| --------------------- |
| Dura (5−4)            |
| Gespa (1−1)           |
| Terra batuda (1−1)    |
| Moqueta (3−5)         |

| Resultat  | Núm. | Data                 | Torneig                     | Superfície   | Parella             | Oponents                         | Marcador            |
| --------- | ---- | -------------------- | --------------------------- | ------------ | ------------------- | -------------------------------- | ------------------- |
| Guanyador | 1.   | 24 de febrer de 1992 | Rotterdam, Països Baixos    | Moqueta (i)  | Marc-Kevin Goellner | Paul Haarhuis Mark Koevermans    | 6−2, 6−7, 7−6       |
| Guanyador | 2.   | 24 d'agost de 1992   | Umag, Croàcia               | Terra batuda | Richard Vogel       | Sander Groen Lars Koslowski      | 6−3, 6−7, 7−6       |
| Finalista | 1.   | 24 de maig de 1993   | Roland Garros, França       | Terra batuda | Marc-Kevin Goellner | Luke Jensen Murphy Jensen        | 4−6, 7−6, 4−6       |
| Guanyador | 3.   | 23 d'agost de 1993   | Long Island, Estats Units   | Dura         | Marc-Kevin Goellner | Arnaud Boetsch Olivier Delaître  | 6−7, 7−5, 6−2       |
| Finalista | 2.   | 4 d'octubre de 1993  | Tolosa, França              | Dura         | Udo Riglewski       | Byron Black Jonathan Stark       | 5−7, 6−7            |
| Finalista | 3.   | 18 d'octubre de 1993 | Viena, Àustria              | Moqueta (i)  | Mike Bauer          | Byron Black Jonathan Stark       | 3−6, 6−7            |
| Finalista | 4.   | 28 de febrer de 1994 | Copenhaguen, Dinamarca      | Moqueta (i)  | Udo Riglewski       | Martin Damm Brett Steven         | 3−6, 4−6            |
| Finalista | 5.   | 17 de març de 1997   | Sant Petersburg, Rússia     | Moqueta (i)  | Daniel Vacek        | Andreï Olhovskiy Brett Steven    | 4−6, 3−6            |
| Guanyador | 4.   | 18 d'agost de 1997   | Long Island (2)             | Dura         | Marcos Ondruska     | Mark Keil T.J. Middleton         | 6−4, 6−4            |
| Finalista | 6.   | 6 d'octubre de 1997  | Viena (2)                   | Moqueta (i)  | Marc-Kevin Goellner | Ellis Ferreira Patrick Galbraith | 3−6, 4−6            |
| Guanyador | 5.   | 19 d'octubre de 1998 | Ostrava, República Txeca    | Moqueta (i)  | Nicolas Kiefer      | David Adams Pavel Vízner         | 6−4, 6−3            |
| Finalista | 7.   | 1 de març de 1999    | Copenhaguen (2)             | Moqueta (i)  | Marc-Kevin Goellner | Max Mirnyi Andreï Olhovskiy      | 7−6(5), 6−7(4), 1−6 |
| Guanyador | 6.   | 11 d'octubre de 1999 | Viena                       | Dura (i)     | Sandon Stolle       | Piet Norval Kevin Ullyett        | 7−6(5), 7−5         |
| Guanyador | 7.   | 28 de febrer de 2000 | Copenhaguen                 | Dura (i)     | Martin Damm         | Jonas Björkman Sébastien Lareau  | 6−1, 5−7, 7−5       |
| Finalista | 8.   | 12 de juny de 2000   | Halle, Alemanya             | Gespa        | Mahesh Bhupathi     | Nicklas Kulti Mikael Tillström   | 6−7(4), 6−7(4)      |
| Finalista | 9.   | 2 d'octubre de 2000  | Hong Kong, Hong Kong        | Dura         | Dominik Hrbatý      | Wayne Black Kevin Ullyett        | 1−6, 2−6            |
| Guanyador | 8.   | 23 d'octubre de 2000 | Kremlin, Rússia             | Moqueta (i)  | Jonas Björkman      | Jiří Novák David Rikl            | 6−2, 6−3            |
| Finalista | 10.  | 15 de gener de 2001  | Open d'Austràlia, Austràlia | Dura         | Byron Black         | Jonas Björkman Todd Woodbridge   | 1−6, 7−5, 4−6, 4−6  |
| Guanyador | 9.   | 13 d'agost de 2001   | Washington DC, Estats Units | Dura         | Martin Damm         | Bob Bryan Mike Bryan             | 7−6(5), 6−3         |
| Finalista | 11.  | 6 d'agost de 2001    | Cincinnati, Estats Units    | Dura         | Martin Damm         | Mahesh Bhupathi Leander Paes     | 6−7, 3−6            |
| Guanyador | 10.  | 10 de juny de 2002   | Halle                       | Gespa        | David Rikl          | Jonas Björkman Todd Woodbridge   | 4−6, 7−6(5), 7−5    |

## Trajectòria

### Individual
| Open d'Austràlia | A   | 2R          | 1R          | 3R          | 1R    | 1R          | 2R          | 1R          | A     | 3R          | A           | 1R          | A    | 0 / 9     | 6 – 9     |
| Roland Garros | 3R  | 2R          | 2R          | 1R          | 1R    | 1R          | 2R          | 1R          | 1R    | 1R          | A           | A           | A    | 0 / 10    | 5 – 10    |
| Wimbledon | A   | 2R          | 3R          | 1R          | 1R    | A           | 2R          | 2R          | 4R    | 3R          | A           | A           | A    | 0 / 8     | 10 – 8    |
| US Open | A   | 1R          | A           | 1R          | 2R    | 1R          | 1R          | 2R          | 1R    | 1R          | A           | A           | A    | 0 / 8     | 2 – 8     |
| Jocs Olímpics | A   | No celebrat | No celebrat | No celebrat | 1R    | No celebrat | No celebrat | No celebrat | 1R    | No celebrat | No celebrat | No celebrat | A    | 0 / 2     | 0 – 2     |
| Total Victòries–Derrotes | 9–9 | 16–25       | 8–13        | 19–18       | 26–29 | 16–28       | 21–25       | 22–23       | 23–19 | 7–24        | 2–2         | 0–5         | 0–1  | 169 – 221 | 169 – 221 |
| Rànquing a final d'any | 125 | 77          | 130         | 50          | 39    | 89          | 78          | 66          | 38    | 132         | 229         | 276         | 1063 |           |           |
| Llegenda: G: Guanyador; F: Finalista; SF: Semifinalista; QF: Quarts de final; Q: Qualificació; A: Absent; RR: Round Robin; NC: No celebrat |     |             |             |             |       |             |             |             |       |             |             |             |      |           |           |

### Dobles
| Open d'Austràlia | A    | 1R          | 1R          | 2R          | 3R    | 2R          | 3R          | 2R          | A     | F           | QF          | 1R          | 0 / 10    | 15 – 10   |
| Roland Garros | 2R   | F           | 1R          | 2R          | 1R    | A           | 2R          | QF          | 2R    | 3R          | 3R          | 1R          | 0 / 11    | 16 – 11   |
| Wimbledon | A    | A           | 2R          | 3R          | 1R    | A           | 2R          | 1R          | 3R    | 2R          | QF          | 2R          | 0 / 9     | 11 – 9    |
| US Open | A    | 2R          | A           | 2R          | 1R    | 1R          | 1R          | SF          | 1R    | 3R          | 3R          | A           | 0 / 9     | 10 – 9    |
| Jocs Olímpics | A    | No celebrat | No celebrat | No celebrat | 3r    | No celebrat | No celebrat | No celebrat | 1R    | No celebrat | No celebrat | No celebrat | 0 / 2     | 6 – 2     |
| Total Victòries–Derrotes | 12–9 | 28–22       | 12–16       | 17–17       | 18–18 | 22–18       | 24–24       | 32–21       | 27–15 | 31–19       | 23–17       | 8–12        | 254 – 208 | 254 – 208 |
| Rànquing a final d'any | 75   | 31          | 135         | 82          | 86    | 66          | 62          | 21          | 40    | 18          | 32          | 103         |           |           |
| Llegenda: G: Guanyador; F: Finalista; SF: Semifinalista; QF: Quarts de final; Q: Qualificació; A: Absent; RR: Round Robin; NC: No celebrat |      |             |             |             |       |             |             |             |       |             |             |             |           |           |